# Nó borboleta

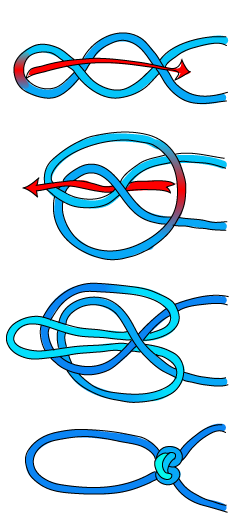
Nó borboleta, modo de execução

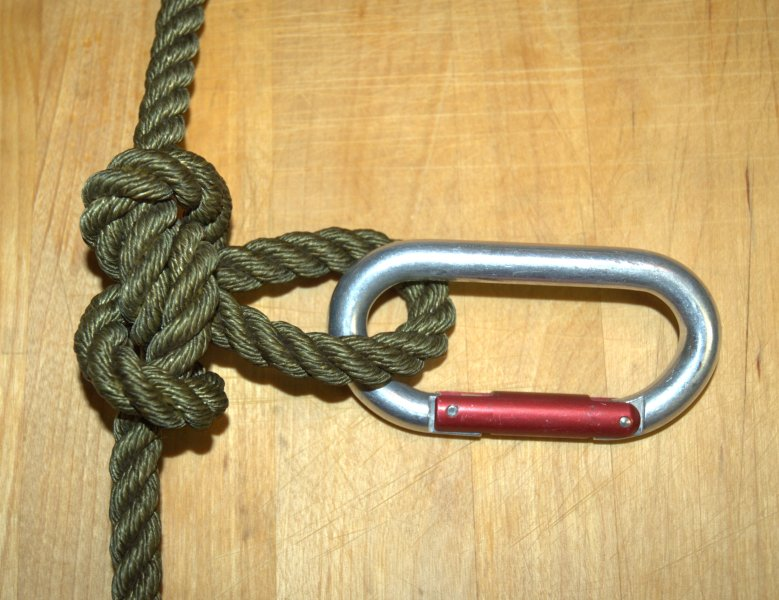
Nó borboleta com mosquetão

O nó borboleta, também conhecido como laço borboleta, é utilizado para aplicar desvio de força no seio de um cabo ou para dividir direções de ancoragem. Após realizado, oferece uma alça que pode ser utilizada para unir outro cabo ou fazer desvio no posicionamento do cabo principal.
O laço de borboleta é um excelente nó de linha intermediária; ele lida bem com o carregamento multidirecional e possui uma forma simétrica que facilita a inspeção. Em um contexto de escalada, também é útil para atravessar linhas, algumas âncoras, encurtar correias de corda e isolar seções danificadas da corda.